# 春乃伊吹
春乃 伊吹（はるの いぶき）は日本の女性声優。主にアダルトゲームに声をあてている。春野伊吹は誤記。

## 主な出演作品
※太字はヒロインまたは主役

### アダルトゲーム
2006年
- その横顔を見つめてしまう〜A Profile 完全版〜（平田快音）

#### 2007年
- IZUMO3（カヤノ）
- ごっちる -ラブリーレディーメーカー-（セシル・クローデル）

#### 2008年
- Coming×Humming!!（芝山美海）
- はぴほす! 〜お世話されます入院生活〜（若生菜摘）
- Before Dawn Daybreak 〜深淵の歌姫〜（ノーマ・イースト）

#### 2009年
- &LOVE（ミル）
- DEVILS DEVEL CONCEPT（七祇紅音、七祇紅莉）
- ナツユメナギサ（アリア）
- Nega0（沢野口理真）[1]
- はらみこ（咲守比売命）
- ボクの手の中の楽園（エリノア・ベッシュ）
- 輝光翼戦記 天空のユミナ（リシェイン＝アルスフリオ）

#### 2010年
- 暁の護衛〜罪深き終末論〜（中里翔子）
- キサラギGOLD★STAR（久遠三日）

#### 2011年
- ラブラブル 〜lover able〜（柳瀬さつき）

### OVA
- 姫奴隷 〜牝へと堕ちゆく双子の王女〜（エステル）